# Валтрович, Михайло
Михайло Валтрович (серб. Михаило Валтровић, настоящее имя Михаил Вальтер, нем. Michail Walter; 17 (29) сентября 1839, Белград — 9 (22) сентября 1915, Белград) — сербский археолог и музейный работник.
Окончил Белградский лицей, затем изучал архитектуру в Карлсруэ. По возвращении в Сербию в 1866 году преподавал в школе, с 1875 г. в Белградской высшей школе. В 1881 г. стал первым руководителем учреждённой в университете кафедры археологии. В 1882 г. провёл первые археологические раскопки в Виминациуме. В 1883 г. основал Сербское археологическое общество, а в 1884 г. — его печатное издание, журнал «Старинар», главным редактором которого оставался до 1907 года. Опубликовал несколько небольших научных трудов, в том числе «Очерк старинной сербской церковной архитектуры» (серб. Поглед на стару српску црквену архитектуру; 1889).
В 1881—1895 гг. директор Национального музея, значительно способствовал его развитию — в частности, благодаря дружбе с Валтровичем работавший в Италии австрийский художник Бертольд Доминик Липпай подарил музею коллекцию итальянской живописи.
В 1887 г. стал одним из первых 16 академиков Сербской академии наук и искусств, в 1892—1908 гг. секретарь отделения искусств.
В 1889 г. создал проект Ордена Святого князя Лазаря — знака царствующей в Сербии династии. В 1903—1904 гг. был председателем комиссии, разрабатывавшей проект короны для коронации Петра I Карагеоргиевича (его предшественники короной не пользовались).